# Animale fantastice și unde le poți găsi
Animale fantastice și unde le poți găsi (titlu original: Fantastic Beasts and Where to Find Them) este un film fantastic britanic din 2016 regizat de  David Yates și distribuit de Warner Bros. Pictures. Rolurile principale au fost interpretate de actorii Eddie Redmayne ca Newt Scamander, Katherine Waterston, Dan Fogler, Alison Sudol, Ezra Miller, Samantha Morton, Jon Voight, Carmen Ejogo și Colin Farrell. 
Este un spin-off al seriei de filme Harry Potter, scenariul este scris de J. K. Rowling (debut scenaristic) pe baza cărtii sale omonime Fantastic Beasts and Where to Find Them. 

## Prezentare
În 1926, Newt Scamander sosește la New York cu barca, având o valiză misterioasă în care se află zeci de creaturi magice. După ce iese din port se întâlnește cu Mary Lou Barebone, care este membră a celui de-al Doilea Salem. Ea predică despre existența ființelor magice și despre modul în care acestea ar trebui vânate și doborâte. În timp ce Newt o ascultă pe Mary Lou, un Niffler scapă din valiza sa și se îndreaptă spre o bancă din apropiere. Newt o urmărește în timp ce aceasta provoacă haos peste tot în timp ce atrage un "Nu-Mag" (Încuiat sau Mageamiu) numit Jacob Kowalski.

## Distribuție
- Eddie Redmayne - Newt Scamander.[18]
- Katherine Waterston - Porpentina "Tina" Goldstein:[19]
- Dan Fogler - Jacob Kowalski.[20]
- Alison Sudol - Queenie Goldstein.[21][22]
- Colin Farrell - Percival Graves:[23]
- Carmen Ejogo - președinte al MACUSA Seraphina Picquery
- Samantha Morton - Mary Lou Barebone:[24]
- Ezra Miller - Credence Barebone:[25][26][27]
- Ron Perlman[28] - Gnarlack
- Jon Voight[29] - Henry Shaw, Sr.
- Josh Cowdery - Henry Shaw, Jr.:  senator american
- Ronan Raftery - Langdon Shaw
- Johnny Depp - Gellert Grindelwald [30]
- Faith Wood-Blagrove - Modesty [31]
- Jenn Murray -  Chastity [25][32]
- Sean Cronin - Criminal
- Gemma Chan [29]
- Zoë Kravitz [33]

## Producție
Filmările au început la 17 august 2015 la Warner Bros. Studios, Leavesden. Câteva scene au fost turnate în Londra. După două luni, producția a fost mutată la St George's Hall din Liverpool, care a fost transformat în New York-ul anilor 1920. Cheltuielile de producție s-au ridicat la 180 milioane $ (dolari).

## Legături
Are legături apropiate cu The Wizarding World of Harry Potter (Lumea Vrăjitorilor), acțiunea însă desfășurându-se înaintea celor din Harry Potter.
Filmul are două continuări: Animale fantastice: Crimele lui Grindelwald (2018) și Animale fantastice: Secretele lui Dumbledore (2022), la fel ca și cartea după care a fost ecranizat.